# Synagoga Dawida Ofenbacha w Łodzi
Synagoga Dawida Ofenbacha w Łodzi – prywatny dom modlitwy znajdujący się w Łodzi, przy ulicy Aleksandrowskiej 7, obecnie Bolesława Limanowskiego.
Synagoga została zbudowana w czerwcu 1900 roku, z inicjatywy Dawida Ofenbacha. Mogła ona pomieścić około 20 osób. Podczas II wojny światowej Niemcy zdewastowali synagogę.